# Club Deportivo Oberena
El Club Deportivo Oberena es un club polideportivo de España de la ciudad de Pamplona, en Navarra, fundado en 1940. 
Su nombre en euskera se traduciría por "lo mejor". Cuenta con más de 35 000 m² de terreno, con más de 6000 asociados y con 16 secciones deportivas y culturales.

## Historia
El Club Deportivo Oberena se crea en 1940 por iniciativa de Acción Católica de las diferentes parroquias de Pamplona.

## Secciones Deportivas
El CD Oberena cuenta con las siguientes secciones deportivas: Ajedrez, Baloncesto, Coral, Danzas, Hockey, Montaña, Natación, Pádel, Pelota vasca, Squash, Taekwondo, Tenis y Tenis de Mesa.

## Sección de fútbol
El club cuenta con un equipo de fútbol que juega en la Tercera División de España - Grupo XV.

### Estadio
El Estadio Oberena es de hierba artificial, cuenta con una capacidad de 1000 espectadores y está dentro de las instalaciones de la entidad.

### Equipación
La primera equipación es blanca con mangas verdes, pantalón negro y medias verdes.

### Fútbol base
Oberena cuenta con numerosos equipos de fútbol base, destacando su equipo juvenil que ha llegado a jugar en División de Honor Juvenil.
También cuenta con equipos de fútbol femenino.

### Títulos
El club ha ganado en varias ocasiones (2007-08 y 2009-10) la Copa Navarra de 3.ª División.

### Premios y galardones
El club recibió en 1990 la Mención de Honor del Gobierno de Navarra.
Ha recibido en varias ocasiones el "Premio a la Deportividad" otorgado por Desde La Banda - Fútbol Navarro, destacando su equipo femenino, que fue campeón en su primer año de existencia.

### Todas las Temporadas
| Temporada      | División | Puesto |
| -------------- | -------- | ------ |
| de 1941 a 1955 | Regional | —      |
| 1955-56        | 3.ª      | 9.º    |
| 1956-57        | 3.ª      | 13.º   |
| 1957-58        | 3.ª      | 8.º    |
| 1958-59        | 3.ª      | 16.º   |
| de 1959 a 1963 | Regional | —      |
| 1963-64        | 3.ª      | 11.º   |
| 1964-65        | 3.ª      | 6.º    |
| 1965-66        | 3.ª      | 11.º   |
| 1966-67        | 3.ª      | 3.º    |
| 1967-68        | 3.ª      | 6.º    |
| 1968-69        | 3.ª      | 10.º   |
| 1969-70        | 3.ª      | 15.º   |
| 1970-71        | Regional | —      |
| 1971-72        | 3.ª      | 20.º   |
| de 1972 a 1982 | Regional | —      |
| 1982-83        | 3.ª      | 19.º   |
| 1983-84        | Regional | —      |
| 1984-85        | 3.ª      | 15.º   |
| 1985-86        | 3.ª      | 5.º    |
| 1987-88        | 3.ª      | 17.º   |
| 1988-89        | 3.ª      | 3.º    |
| 1989-90        | 3.ª      | 5.º    |
| 1990-91        | 3.ª      | 8.º    |
| 1991-92        | 3.ª      | 15.º   |
| 1992-93        | 3.ª      | 13.º   |
| 1993-94        | 3.ª      | 7.º    |
| 1994-95        | 3.ª      | 13.º   |
| 1995-96        | 3.ª      | 2.º    |

| Temporada | División   | Puesto |
| --------- | ---------- | ------ |
| 1996-97   | 3.ª        | 3.º    |
| 1997-98   | 3.ª        | 5.º    |
| 1998-99   | 3.ª        | 8.º    |
| 1999-00   | 3.ª        | 13.º   |
| 2000-01   | 3.ª        | 15.º   |
| 2001-02   | 3.ª        | 15.º   |
| 2002-03   | 3.ª        | 4.º    |
| 2003-04   | 3.ª        | 8.º    |
| 2004-05   | 3.ª        | 14.º   |
| 2005-06   | 3.ª        | 5.º    |
| 2006-07   | 3.ª        | 14.º   |
| 2007-08   | 3.ª        | 12.º   |
| 2008-09   | 3.ª        | 14.º   |
| 2009-10   | 3.ª        | 10.º   |
| 2010-11   | 3.ª        | 10.º   |
| 2011-12   | 3.ª        | 11.º   |
| 2012-13   | 3.ª        | 9.º    |
| 2013-14   | 3.ª        | 8.º    |
| 2014-15   | 3.ª        | 6.º    |
| 2015-16   | 3.ª        | 17.º   |
| 2016-17   | 3.ª        | 5.º    |
| 2017-18   | 3.ª        | 17.º   |
| 2018-19   | Autonómica | 4.º    |
| 2019-20   | Autonómica | 7.º    |
| 2020-21   | Autonómica | 4.º    |
| 2021-22   | Autonómica | 2.º    |
| 2022-23   | 3.ª        |        |

- Temporadas en Tercera División: 47
- Subcampeón de Tercera División: 1 (1995/96)
- Participaciones en promoción a Segunda División B: 4 (1995/96, 1996/97, 2002/03, 2016/17)

## Peña Oberena
Fundada en el año 1941, un año más tarde de la fundación del club. Durante las fiestas se instalan en la calle Jarauta, en el Casco Antiguo de Pamplona, centro neurálgico de los Sanfermines.

### Uniforme
Visten con la indumentaria típica de San Fermín, con pantalón y camiseta blancas y, con pañuelo y faja rojas. El blusón con la mayoría de las peñas es de color negro.

### Himno
Oberena es la peña de más alegría.
Oberena la que no tiene rival,
Pamplona 6 de julio bullicio y alegría ya están los pamplonicas ansiosos de gozar. Con faja pañuelico, la bota y el clarete, con el primer cohete, la fiesta va a empezar 